# ماري سيرز
ماري سيرز (بالإنجليزية: Mary Sears)‏ (18 يوليو 1905 - 2 سبتمبر 1997)، هي قائدة عسكرية في قوات الاحتياط البحرية الأمريكية وكبيرة علماء المحيطات. التزمت طوال حياتها المهنية، بمعهد وودز هول لعلوم المحيطات. 
لم يشارك سوى عدد قليل من الموظفين في تطوير معهد وودز هول لعلوم المحيطات مشاركة فعّالة أكثر من مشاركة سيرز. كانت حاضرة للعديد من المناقشات السبّاقة المنظمة للمعهد وقد استحوذت على أول سفنها، وهي السفينة الأطلسية «سي اتش أتلانتس» التي يبلغ طولها 142 قدمًا، والسفينة الساحلية «أسترياس» التي يبلغ طولها 40 قدمًا، وأول مختبر لها، والذي سمي في ما بعد «مختبر بيغلو».
بعد معظم التعيينات الصيفية التي حصلت في ثلاثينيات القرن الماضي، خدمت ضمن الطاقم العلمي كخبيرة في مجال العوالق البحرية من 1940 إلى 1963، عندما نُظّم هيكل إدارة جديد تحت إشراف المدير بول فاي وعُينت كبيرة العلماء في قسم علم الأحياء، وهو منصب شغلته حتى تقاعدها في عام 1970. كانت تُدعى عالمة فخرية في عام 1978. 
كانت سيرز أيضًا عضوًا منذ فترة طويلة في المعهد، عملت كاتبة في المعهد من 1947 إلى 1973 ونائبة كاتب من 1973 إلى 1975. وعُينت كأمينة شرف وعضو فخري في عام 1976، ونادراً ما كانت تغيب عن اجتماع الإدارة/ المعهد. 

## نشأتها ودراستها
وُلدت في عام 1905 ونشأت وترعرعت في بلدة وايلاند، بولاية ماساتشوستس، تخرجت سيرز من مدرسة وينسور في مدينة بوسطن بولاية ماساتشوستس في عام 1923، وعاشت مع عائلة بيل في مدينة كامبريدج بولاية ماساتشوستس أثناء دراستها في كلية رادكليف، وحصلت منها على درجة البكالوريوس في عام 1927، ودرجة الماجستير في عام 1929 ودكتوراه في علم الحيوان في عام 1933.

## عملها بوودز هول
بينما كانت طالبة دراسات عليا عملت في جامعة هارفرد مع هنري بيغيلو، مؤسس وأول مدير لمعهد وودز هول لعلوم المحيطات. بدأت العمل في الصيف كعالمة في مجال العوالق البحرية في عام 1932، وهي واحدة من أول عشرة مساعدين بحثيين عُيّنوا في هيئة العاملين في المعهد. 
عملت سيرز في فصل الصيف كعالمة في مجال العوالق البحرية من عام 1932 حتى عام 1943، إذ كانت منظمة وودز هول لعلوم المحيطات في الغالب عبارة عن حملة صيفية فقط خلال ثلاثينيات القرن الماضي، وكمبتدئة بيولوجية في عام 1939 قبل تعيينها في 1940 كخبيرة بيولوجية في علوم العوالق البحرية على مدار السنة.  
خلال هذه الفترة عملت أيضاً كمساعدة باحث في هارفارد من عام 1933 إلى عام 1949، ومدرسة في رادكليف من عام 1934 إلى عام 1940، ومدربة في كلية ويليسلي من عام 1938 إلى عام 1943. وفي عام 1941، عملت في بيسكو باي في بيرو كمساعدة وزميلة في لجنة العلاقات الثقافية والفنية التابعة لكلية ويليسلي في الولايات المتحدة. 

## سيرتها البحرية
بدأ التزامها الطويل بالبحرية الأمريكية بعد وقت قصير من عودتها من بيرو. كُلّفت برتبة ملازم أول في «ويفز»، وهي وحدة نسائية تابعة للبحرية، في عام 1943، ودُعيت إلى واشنطن العاصمة، حيث نظمت وترأست وحدة علوم المحيطات الجديدة بمكتب الهيدروغرافيا البحرية (المسح البحري)، بالتعاون مع روجر ريفل وآخرون حتى يونيو 1946. بحلول عام 1944، وسعت هيئة الأركان المشتركة مسؤولية سيرز لتشمل إدارة أكثر من 400 فرد، و100 فرد أكثر من المعتاد بالنسبة للمدمرة البحرية. كُلّفت وحدتها بمساعدة القوات البحرية في المناورات الاستراتيجية من خلال تقديم تحليل للمد والجزر، وارتفاع الأمواج، وغيرها من مقاييس المحيطات لمنح القوات البحرية ميزة إستراتيجية.
قال ريفيل، المدير السابق لمعهد سكريبس لعلوم المحيطات والعميد الأول لجامعة كاليفورنيا في سان دييغو، في عام 1980: «نظرًا إلى أن الحكومة الفدرالية لا تملك إلا القليل من الذاكرة، يُنسى دائماً أن أول عالم محيطات للبحرية في العصر الحديث الملازم أول ويفي، كان قصيراً وخجولاً ومتزمتًا، لقد استخفوا بالقوة البسيطة التي كانت تمتلكها ماري سيرز. وسرعان ما أصبحت وحدة علوم المحيطات كتيبة، وأخيراً تطور المكتب الهيدوغرافي بأكمله ليصبح مكتب علوم المحيطات، برئاسة العميد البحري ذي اللقب الفخري لعالم المحيطات في القوات البحرية». 
بعد الحرب أمضت ماري عامًا في كوبنهاغن، حيث حصلت على منحة من مؤسسة (راسك-اورتيد)، وحصلت على ميدالية جوهانس شميتد في عام 1946 لمساهماتها الكثيرة في الأبحاث البحرية وعلوم المحيطات أثناء الحرب. في عام 1947 عادت إلى وودز هول، وانتقلت إلى قوات الاحتياط البحرية الأمريكية في عام 1963. 

## مؤلفاتها
نظرًا إلى أنه لم يُسمح للنساء بالذهاب إلى البحر إلا بعد سنوات عديدة، وضعت سيرز بصمتها في علوم البحار من خلال تحرير المجلات والكتب التي نشر فيها علماء المحيطات نتائجهم، وعن طريق المساعدة في إنشاء المجلات البحثية (لأبحاث أعماق البحار، والتقدم المحرز في علم المحيطات). 
حررت سيرز أيضًا العديد من الكتب التي تُعتبر علامات بارزة في توثيق تاريخ العلوم البحرية. منها علم المحيطات، الذي اعتبره الكثيرون علامة مرجعية تم تقييم البحوث المستقبلية عليها، نشرته الجمعية الأمريكية لتقدم العلوم في عام 1961. 
علم المحيطات: تم التعديل الأخير على علم المحيطات السابق من قبل دانيال ماريمان كجزء من المؤتمر الدولي الثالث لتاريخ علم المحيطات، الذي عُقد في وودز هول في سبتمبر 1980 احتفالاً بالذكرى السنوية الخمسين لإنشاء المعهد. وصف روجر ريفل، الصديق والزميل منذ زمن طويل، سيرز في ورقة قدمها في ذلك المؤتمر بأنها «ضمير علم المحيطات الذي أُطلق، وحافظ على مستوى لا مثيل له من التميز في المنشورات العلمية حول المحيطات. لعبت دورًا رئيسيًا في خلق المجتمع العالمي الحالي من علماء المحيطات من العديد من البلدان، وفي العديد من التخصصات تقريباً». 
ظلت سيرز ناشطة في المعهد حتى وقت متأخر من عمرها، حيث عملت مع جوان هولبرت من مكتب مختبر بيغيلو. من 1962 إلى 1973 حررت وكتبت التقرير السنوي للمعهد وملخص التحقيقات. قامت أيضًا بكتابة المطبوعات المجمعة للمؤسسة من 1959 إلى 1975، وكتبت فهرس علوم المحيطات 1971- 1976. 
قابلت ماري سيرز أوليف بيرن وويليام مولتون مارستون أثناء دراستها في الجامعة، وكانت مصدر إلهام للشخصية الخيالية إيتا كاندي (أفضل صديقة للمرأة المعجزة). 

## الجوائز والتكريمات
انتُخبت سيرز عضواً للأكاديمية الأمريكية للفنون والعلوم في عام 1964. بمناسبة عيد ميلادها الثمانين في عام 1985، قامت ديب سي ريسيرش بتوضيح قضية سيرز، مشيرة إلى أنها «ربما لعبت دورًا أكبر في تقدم الدراسات في علم المحيطات مقارنة بأي امرأة أخرى». حصلت على الدكتوراه الفخرية في العلوم في عام 1962 من كلية ماونت هوليوك وفي عام 1974 من جامعة جنوب شرق ماساتشوستس.
كرمت كلية رادكليف سيرز في عام 1992 من خلال جائزة ألومني، والتي تُمنح إلى «النساء اللواتي تجسد حياتهن وروحهن قيمة تعليم الفنون الحرة». 
في عام 1994، كرمت لجنة المرأة في معهد وودز هول لعلوم المحيطات «سيرز» في أول ندوة لها بعنوان «نساء رائدات في علم المحيطات». في عام 1996، قدمت منظمة «فالموث» الخاصة بنساء الأعمال والمهنيات جائزة «امرأة العام» لسيرز بسبب مساهماتها المهنية والمجتمعية الكثيرة. 
في أكتوبر 2000، اعترفت البحرية الأمريكية بخدمتها من خلال إطلاق سفينة أبحاث طولها 300 قدم على شرفها تحمل اسمها. سفينة مسح المحيطات «يو إس إن إس ماري سيرز» وهي إحدى سبع سفن بحثية تعمل حتى اليوم. 
تشمل الجوائز العسكرية للقائد سيرز ميدالية الحملة الأمريكية، وميدالية النصر في الحرب العالمية الثانية، وميدالية الاحتياط البحري، وميدالية القوات المسلحة الاحتياطية.